# Илеркирхберг
Илеркирхберг (њем. Illerkirchberg) општина је у њемачкој савезној држави Баден-Виртемберг. Једно је од 55 општинских средишта округа Алб-Донау-Крајс. Према процјени из 2010. у општини је живјело 4.717 становника. Посједује регионалну шифру (AGS) 8425137.

## Географски и демографски подаци
Илеркирхберг се налази у савезној држави Баден-Виртемберг у округу Алб-Донау-Крајс. Општина се налази на надморској висини од 480 - 510 метара. Површина општине износи 11,4 km². У самом мјесту је, према процјени из 2010. године, живјело 4.717 становника. Просјечна густина становништва износи 412 становника/km².

## Међународна сарадња
| Мјесто        | Држава    | Врста сарадње | Од    |
| ------------- | --------- | ------------- | ----- |
| Брив Шарансак | Француска | партнерство   | 1988. |
| Извор         |           |               |       |